# Teatro Nacional de Chaillot
El Teatro Nacional de Chaillot (en francés: Théâtre national de Chaillot) es un teatro situado en el «Palais de Chaillot» en el 1, place du Trocadero, en el distrito 16 de París la capital de Francia. Cerca de la Torre Eiffel y los Jardines del Trocadéro, el Teatro de Chaillot está entre las salas de conciertos más grandes de París. Ha sido sinónimo de teatro popular y está especialmente asociado con estrellas como Jean Vilar y Antoine Vitez. En 1975 el Ministerio de Cultura francés lo designó como uno de los cuatro teatros nacionales de París.
El Teatro Nacional de Chaillot fue construido entre 1934 y 1937 por los hermanos Jean y Édouard Niermans para la Exposición de París de 1937 en el sitio del antiguo Palacio del Trocadero, una estructura construida para la Feria Mundial de París de 1878. El interior del teatro fue completamente renovado por el equipo de Valentine Fabre y John Perrottet y ahora alberga una escuela de teatro y tres salas de teatro: la Salle-Jean Vilar con 1250 asientos, la Salle Gémier con 420 asientos y un estudio de 80 asientos dedicado a pequeñas producciones y exposiciones de vanguardia.

## Véase también

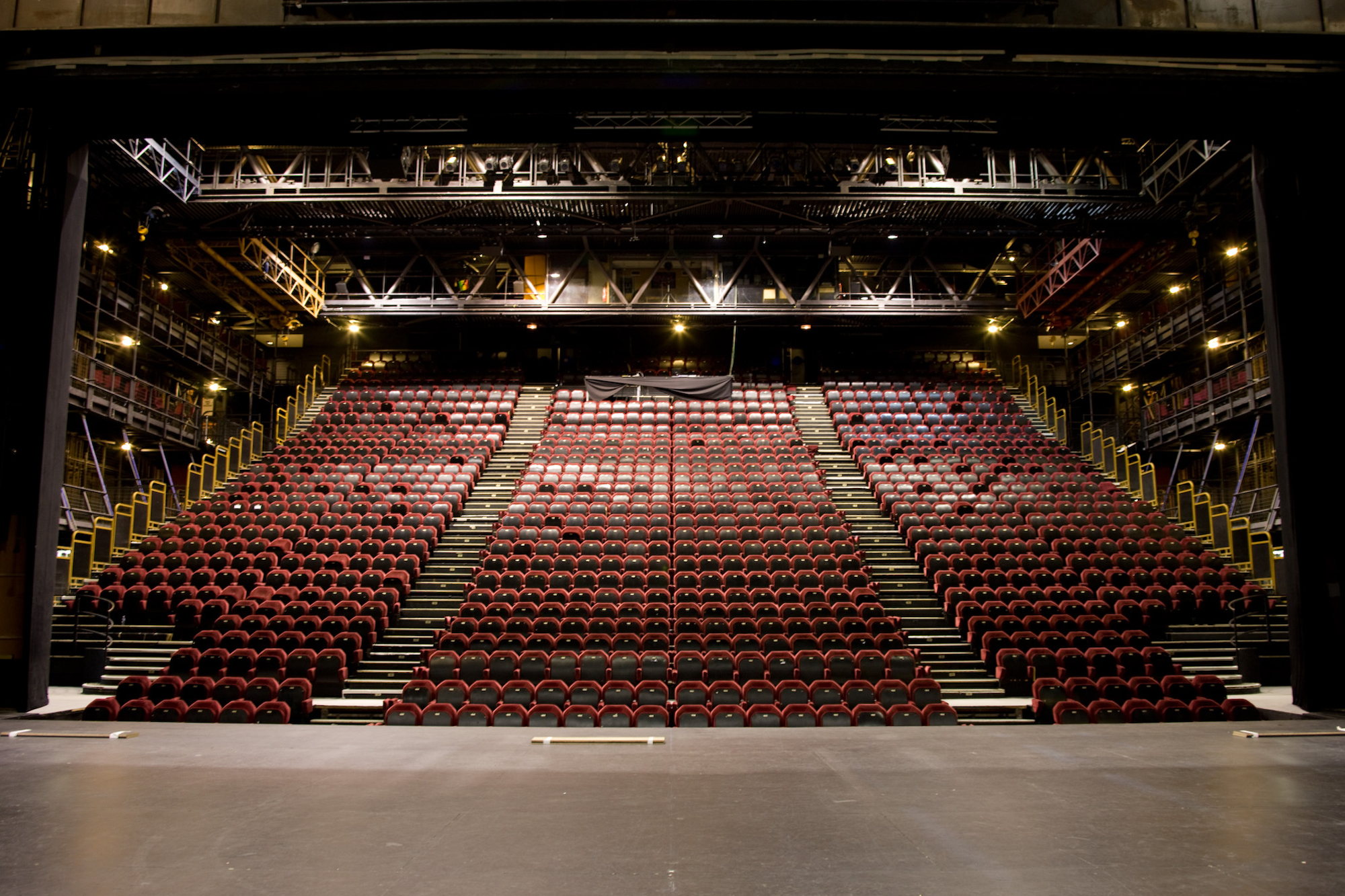
Vista interna